# Weyher in der Pfalz
Weyher in der Pfalz település Németországban, Rajna-vidék-Pfalz tartományban. Lakosainak száma 540 fő (2023. december 31.).

## Népesség
A település népességének változása:
| Lakosok száma | 671  | 562  | 561  | 543  | 551  | 540  |
|               | 1975 | 2017 | 2019 | 2021 | 2022 | 2023 |